# Mam'zelle Nitouche
Mam'zelle Nitouche es una opereta (o comédie-vaudeville) en tres actos con libro en francés de Henri Meilhac y Albert Millaud y música de Hervé. Fue estrenada en el Théâtre des Variétés de París el 26 de enero de 1883 con Anna Judic como protagonista.
La historia narrada en esta obra sobre un respetable músico que se convierte en un noctámbulo autor de canciones ligeras está inspirada parcialmente en la vida del propio Hervé, que bajo su verdadero nombre de Florimond Ronger era organista en la importante iglesia parisina de San Eustaquio durante el día, pero que por la noche escribía música para las irreverentes operetas satíricas (actuando también en ellas) bajo ese nombre artístico.

## Historia interpretativa
La opereta contó con una temprana adaptación castellana como zarzuela cómica en dos actos y cuatro cuadros a cargo de Mariano Pina Domínguez y el maestro Pablo Barbero. La obra, que conservó su título original, fue estrenada en el 8 de febrero de 1888 en el Teatro Lara de Madrid y protagonizada por la tiple Sofía Romero. Entrado ya el siglo XX se documenta una refundición en un acto titulada La señorita Niní que fue representada en el Teatro de la Zarzuela de Madrid en enero de 1915 pero que ya había sido estrenada en provincias.
La versión inglesa de Mam'zelle Nitouche con May Yohé en el rol titular fue estrenada el 6 de mayo de 1893 en el Royal Court Theatre y en el Trafalgar Square Theatre y repuesta el 1 de junio de 1896 en el Royal Court.
Mam'zelle Nitouche fue recuperada en tiempos modernos por el Palazzetto Bru Zane en una producción dirigida e interpretada por Olivier Py, que recorrió diversos teatros líricos franceses entre 2017 y 2019 y que, además, ha sido registrada en disco.

## Argumento
La acción tiene lugar en una ciudad francesa de provincias durante algún momento del siglo XIX.

### Acto I
Le couvent des Hirondelles (convento de las golondrinas)
Célestin, organista en un convento, lleva una doble vida. Durante el día es un hombre discreto y piadoso que cumple satisfactoriamente sus obligaciones en ese santo lugar. Pero por la noche, Célestin acude al teatro de Pontarcy oculto bajo el seudónimo de Floridor, donde va a representarse una opereta de cuya música es autor.
Esta mañana Célestin regresa al convento completamente magullado. El comandante de Chateau-Gibus, que es también hermano de la madre superiora del convento, le ha sorprendido flirteando con Corinne, protagonista de la opereta y amante de ambos. Como consecuencia Célestin se ha ganado una patada en la espalda.

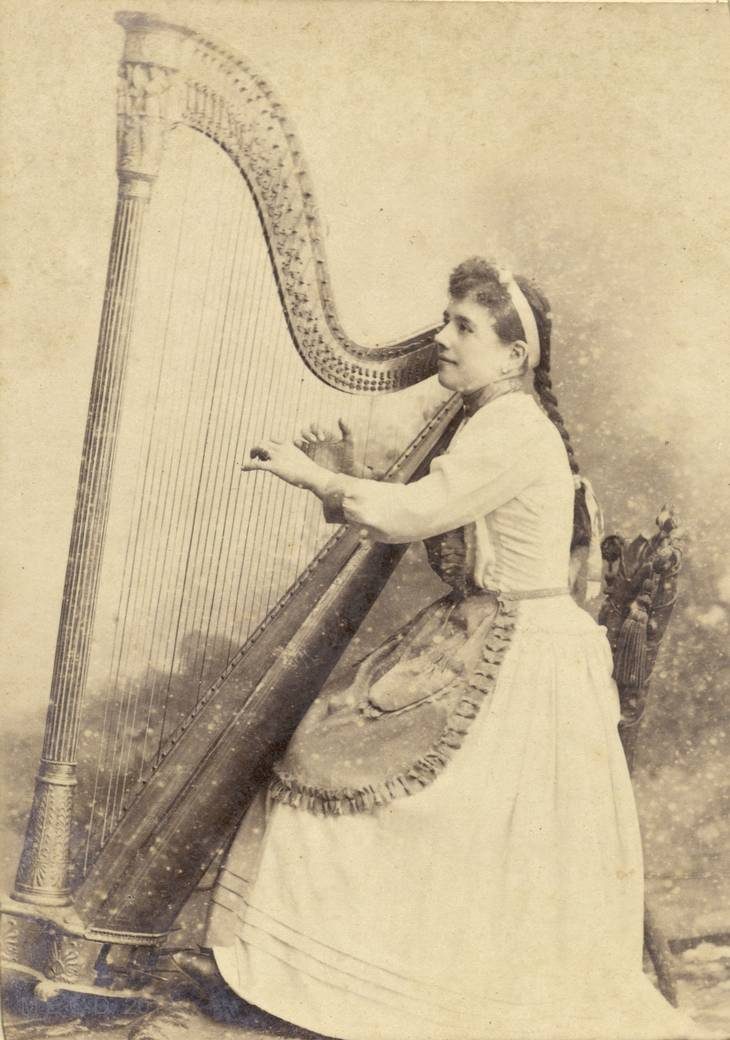
Sofía Romero como Dionisia (Denise) en la lección de música de la adaptación castellana de Mam'zelle Nitouche

El comandante ha acudido al convento para anunciar a su hermana sus planes de matrimonio entre Fernand de Champlatreux, uno de sus oficiales, y Denise de Flavigny, la más aplicada y obediente de las internas del convento. La madre superiora acepta que Fernand pueda entrevistarse con su futura esposa, a condición de que el joven no la vea.
Tras su lección de música Denise tiene permiso para quedarse un poco más con su maestro Célestin para trabajar. La madre superiora da gracias por tanta piedad y perseverancia. Pero Denise ha descubierto el secreto de Célestin, robando su partitura y aprendiéndose la opereta de memoria, por lo que conoce todos los papeles. Como sabe que el estreno va a tener lugar esa misma noche le gustaría poder ir al teatro. Célestin se queda sorprendido por esta pequeña Sainte-Nitouche (“Santa Hipócrita”).
La entrevista de los jóvenes tiene lugar poco después. Denise y Fernand, que se hace pasar por un viejo inspector están separados por un biombo. Fernando entrega una carta a la madre superiora cuando va a marcharse en la que se ordena la vuelta inmediata de Denise a París para casarse. Aunque la monja no le explica el motivo específico de su marcha, le dice que su familia ha preguntado por ella. Denise deberá partir ese mismo día acompañada de Célestin. Al compositor no le hace ninguna gracia actuar de acompañante de Denise y preferiría asistir al estreno de su opereta. Pero Denise encuentra una solución: la joven esperará en el hotel mientras Célestin está en el teatro. Toman entonces el siguiente tren a París.

### Acto II
Foyer del teatro de Pontarcy
El primer acto ha sido todo un éxito. Durante el intermedio los oficiales de la guarnición merodean alrededor de las artistas. Denise sale del hotel en busca de Floridor entre los bastidores del teatro. Se encuentra con Fernad, que también está en el teatro de visita, admite que conoce toda la partitura y le hace cree que es una artista llamada Mam’zelle Nitouche. Corinne, la diva, se entera de que Floridor ha sido visto con una mujer en la ciudad y llena de celos ante el comportamiento de uno de sus amantes se niega a actuar en el segundo acto. Denise es presentada por Fernand salvando la situación. Sin que Floridor lo sepa, pues ha saludo en busca de Corinne, la joven canta el papel y es ovacionada triunfalmente. Solamente al final de la representación Célestin descubre lo ocurrido. Angustiado y sobrepasado por los acontecimientos, seguido de cerca por el comandante que todavía quiere darle una paliza, coge a Denise y escapa con ella por una ventana.

### Acto III
Cuadro primero. El cuartel
Cuando Floridor y Denise escapan del teatro son interceptados por una patrulla que los lleva al cuartel. Allí son reconocidos por los oficiales y se unen a una pequeña fiesta en honor de Fernand, que se va a París para casarse. Pero el joven oficial se ha enamorado de Nitouche y ha decidido renunciar a su matrimonio con Denise, sin darse cuenta de que se trata de la misma persona. Por su parte Denise ama a Fernand aunque ninguno de los dos tiene tiempo de declararse su amor ya que el comandante llega furioso e interrumpe la fiesta. Cree que Célestin es un reservista y le corta el pelo. Denise, que se había escondido en la parte de atrás regresa vestida con un uniforme de dragón. El comandante cree por un momento que es un soldado pero pronto sospecha que se trata de una mujer. Al querer asegurarse más de cerca recibe un fuerte bofetón en la cara de Denise. Aprovechando la confusión, Célestin y Denise vuelven a escaparse para regresar al convento escalando sus muros.
Cuadro segundo. El convento
Para explicar las razones de su regreso, Denise cuenta que al interrogar hábilmente a Célestin comprobó que el organista quería casarse con ella. Prefiriendo profesar y vivir en castidad, rogó a Célestin que no insistiera en su propósito, acompañándola amablemente de regreso al convento. La madre superiora siente que no puede frustrar una vocación tan sincera y va a escribir a los padres de Denise. Sin embargo llega el comandante y le dice a su hermana que Fernand ha renunciado a casarse para buscar a una joven artista llamada Nitouche de la que se ha enamorado. Denise comprende entonces que Fernand es el joven destinado a ella y pide permiso para hablar con él -detrás del biombo- para convencerle de que cambie de opinión.
Lo logra tan bien que muy poco después la pareja está abrazada. “Es por puro amor que me caso con Fernand” le dice Denise a la madre superiora, quien se llena de admiración por esa gema de piedad. El comandante es menos ingenuo. Reconoce perfectamente a los dos fugitivos perdonando con facilidad a Mam’zelle Nitouche, aunque también extiende su gracia a Célestin, ya que Corinne le convenció (falsamente) que no había nada entre Floridor y ella.

## Registros fonográficos (Selección)
- 1968 (Decca France). Con Fernandel, Eliane Thibault, Herni Bédex, Aimé Doniat, Line May, Gabrielle Ristori, Catherine Maisse, Christian Asse y René Lenoty. Director: André Grassi.
- 2017 (Palazzetto Bru Zane). Con Lara Neumann, Valérie MacCarthy, Damien Bigourdan, Miss Knife, Samy Camps, Eddie Chignara, Olivier Py, Sandrine Sutter, Antoine Philippot, Clémentine Bourgoin, Ivanka Moizan, Pierre Lebon, David Ghilardi y Pierre-André Weitz. Director: Michael Hofstetter.

## Adaptaciones audiovisuales
- Santarellina (1912) Cortometraje mudo italiano dirigida por Mario Caserini
- Nebántsvirág (1918) Película muda húngara dirigida por Cornelius Hintner
- Santarellina (1923) Película muda italiana dirigida por Eugenio Perego
- Mam'zelle Nitouche (1931) Película francesa dirigida por Marc Allégret y protagonizada por Raimu como Célestin y con Jean Renoir en un papel secundario
- Mamsell Nitouche (1931) Película alemana dirigida por Karel Lamač (versión alemana de la película anterior)
- Lilla helgonet (1944) Película sueca dirigida por Weyler Hildebrand
- Il diavolo va in collegio (1944) Película italiana dirigida por Jean Boyer
- Mosquita muerta (1946) Película argentina dirigida por Luis César Amadori
- Mam'zelle Nitouche (1954) Película francesa dirigida por Yves Allégret y protagonizada por Fernandel
- Frøken Nitouche (1963) Película danesa dirigida por Annelise Reenberg
- Nebesnye lastochki (1976) Película soviética dirigida por Leonid Kvinikhidze